# 1402 en santé et médecine
| Années de la santé et de la médecine : 1399 - 1400 - 1401 - 1402 - 1403 - 1404 - 1405    |
| Décennies de la santé et de la médecine : 1370 - 1380 - 1390 - 1400 - 1410 - 1420 - 1430 |

Cet article présente les faits marquants de l'année 1402 en santé et médecine.

## Événements
- Décembre : le roi Charles VI confirme par lettres patentes le privilège accordé aux confrères de la Passion de louer une salle de l'hôpital de la Trinité, à Paris, pour y donner des représentations publiques de mystères[1].
- Fondation par Martin Ier, roi d'Aragon, de l'université de médecine et d'arts (ca) de Barcelone[2], à laquelle est concédé le droit de pratiquer deux dissections par an[3].
- Fondation par Jean d'Egloffstein de l'université de Wurtzbourg, dont la faculté de médecine ne s'ouvrira cependant pas avant la fin du XVIe siècle[4].
- Fondation de l'aumône Sainte-Bathilde de Chelles, en Soisonnais, par Agnès de Neuville, abbesse prieure de l’abbaye royale[5].
- L'hôpital Saint-Julien de La Rochelle, en Aunis, est créé par fusion des hôpitaux Saint-Thomas et Saint-Nicolas[6].
- Selon le vœu d'Isabeau de Bavière, le roi Charles VI accorde des lettres de sauvegarde à l'hôpital des Grèves, fondé en 1362 et confié aux frères du Saint-Esprit pour qu'ils y reçoivent tous les enfants trouvés « gisant en rue sans aucune retraite[7] ».
- 1402-1404 : peste en Islande, une des trois plus graves épidémies que ce pays ait eu à subir, avec la « Seconde Peste » de 1494-1495 et l'épidémie de variole de 1707-1709[8].

## Décès
- Abraham Boneti Abigdor (né en 1351), médecin et philosophe juif catalan établi à Arles et Montpellier, gendre de Bendich Ahin († 1402 au plus tard), auteur d'ouvrages philosophiques et de traductions du latin en hébreu parmi lesquelles il faut compter celles de médecins comme Arnaud de Villeneuve ou Bernard Alberti[9],[10].
- Jean Poitevin (né à une date inconnue), apothicaire et valet de chambre de la reine Isabelle, femme de Charles VI[11].

- 1402 au plus tard : Bendich Ahin (né à une date inconnue), médecin d'Arles, beau-père d'Abraham Boneti Abigdor (1351-1402), et qui fut au service de la reine de Naples, Jeanne Ire[10].

- Vers 1402 : Tao Zongyi (né vers 1316), auteur du Chuogenglu, vaste compilation où l'on trouve des informations sur la médecine et sur les praticiens de l'époque[12] et où, par exemple, la division en treize branches de la médecine traditionnelle chinoise est attestée pour la première fois[13].